# دونت لوك باك إن أنغر (أغنية)
دونت لوك باك إن أنغر بالإنقليزية (Don't Look Back in Anger) هي خامس أغنية صادرة من التسجيل الثاني لفرقة أوايزيس (واتس ذ ستوري) مورنينغ غلوري ؟ الصادر سنة 1995 , من أشهر سيمات هذه الأغنية مقدمتها بآلة البيانو التي تذكر المستمع بأغنية إماجن لمغني البيتلز السابق جون لنن . عرفت هذه الأغنية مثل التسجيل المستقاة منه نجاحا كبيرا في جميع أنحاء العالم وخاصة ببريطانيا و تحولت في وقت قياسي إلى نشيد يردده مناصرو كرة القدم في شتى الملاعب . هي أول مقطوعة لفرقة أوايزيس يتكفل بأداءها كلية ناول غلاغر و ليس شقيقه ليام غلاغر . أما العنوان فيشير نسبيا لأغنية دافيد بوي : لوك باك إن أنغر .
تم تصنيفها عام 2010 من طرف إذاعة إكس أف أم كعاشر أحسن أغنية روك بريطانية في التاريخ من 1000 أغنية مرشحة لسبر آراء تم عرضه على عينة مختارة بإحكام .
و في سبر للآراء آخر من طرف نفس الإذاعة شغلت الأغنية الرتبة الثانية لمسابقة أحسن الأغاني البريطانية إطلاقا 
شهد الفيلم المصور (كليب) المرافق للأغنية ظهورا وجيزا للممثل البريطاني باتريك ماكني .